# Sanča, leonska nasljednica
Sanča Leonska (Sancha) (1191/2. – prije 1243.) kratko je suo jure bila kraljica Leona, vladajući zajedno sa svojom mlađom sestrom, Dulce Leonskom. Najstarije dijete kralja Alfonsa IX. Leonskog i njegove prve supruge, Terezije Portugalske, Sanča i Dulce postale su nasljednice trona jer je njihov brat umro. Međutim, Sančina je maćeha uspjela svoje dijete postaviti na prijestolje.
Brak Sančinih roditelja poništen je te su Dulce i njezin brat stigli u Portugal s majkom. U Leonu, zakon je priječio ženama da vladaju, što nije bio slučaj u Kastilji. Međutim, Sančin je predak bila Uraka, prva kraljica vladarica u Zapadnoj Europi. Nakon smrti Sančina brata, kralj Alfons odredio je Sančinog polubrata Ferdinanda za nasljednika. Uz potporu plemstva, Alfons je Sanči i Dulce dao nekoliko sela da vladaju njima do smrti. Ferdinandova majka, Berengarija Kastiljska, naslijedila je Kastilju, ali ju je dala sinu, koji je proglašen kraljem u Valladolidu. 
Nakon smrti Alfonsa IX., Sanča i Dulce pokušale su zavladati, ali Berengarija je blokirala pokušaj te je narod prihvatio polubrata Ferdinanda.
Sanča se povukla u cistercitski samostan svete Marije u Villabueni.